# Катастрофа MD-90 в Хуаляне
Катастрофа MD-90 в Хуаляне — авиационная катастрофа, произошедшая 24 августа 1999 года. Авиалайнер McDonnell Douglas MD-90-30 авиакомпании UNI Air выполнял внутренний рейс UIA 873 по маршруту Тайбэй—Хуалянь, но вскоре после приземления в аэропорту Хуаляня в передней части пассажирского салона произошёл взрыв и самолёт охватило огнём и густым дымом. Все находившиеся на его борту 96 человек (90 пассажиров и 6 членов экипажа) были эвакуированы, но 28 из них получили ранения, а 1 раненый позже скончался в больнице.

## Самолёт
McDonnell Douglas MD-90-30 (регистрационный номер B-17912, заводской 53536, серийный 2160) был выпущен в 1996 году (первый полёт совершил 1 ноября). 30 ноября того же года был передан авиакомпании UNI Air. Оснащён двумя турбовентиляторными двигателями International Aero Engines V2525-D5. На день катастрофы совершил 7736 циклов «взлёт-посадка» и налетал 4929 часов.

## Экипаж
Экипаж рейса UIA 873 состоял из двух пилотов и четырёх стюардесс.
- Командир воздушного судна (КВС) — 41 год, опытный пилот, проходил службу в ВВС Китайской Республики. В UNI Air управлял самолётом Hawker Siddeley HS 748 (сначала вторым пилотом, затем КВС). Налетал 6532 часа, 1205 из них на McDonnell Douglas MD-90 (все в должности КВС).
- Второй пилот — 35 лет, опытный пилот, ранее работал в авиакомпании EVA Air. Управлял самолётами Boeing 747 и Boeing 767. Налетал 5167 часов, 96 из них на McDonnell Douglas MD-90.

## Хронология событий

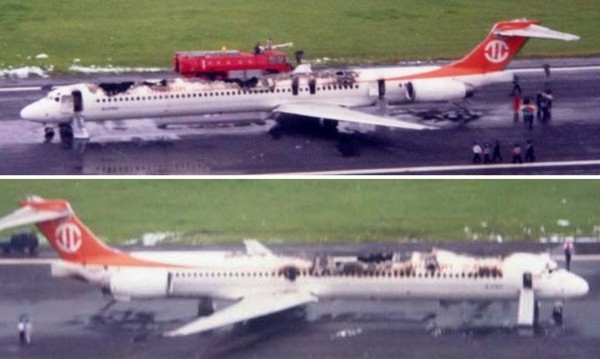
Самолёт после пожара

Рейс UIA 873 вылетел из Тайбэя в 12:16 NST и взял курс на Хуалянь, на его борту находились 6 членов экипажа и 90 пассажиров; полёт должен был продлиться 25 минут.
В 12:36 NST рейс 873 приземлился на ВПП №03/21 аэропорта Хуаляня, но вскоре после приземления в передней части пассажирского салона произошёл взрыв и начался пожар, дым от которого охватил весь салон самолёта. Пилоты применили экстренное торможение, началась эвакуация пассажиров. После того, как пилоты связались с вышкой аэропорта Хуаляня, пожарный расчёт начал тушить пожар, который был локализован в 13:45 NST.
Лайнер выгорел наполовину, верхняя часть фюзеляжа до крыльев была полностью разрушена. Все 96 человек были эвакуированы; 14 пассажиров получили тяжёлые ранения, ещё 14 получили незначительные травмы в результате взрыва, большинство раненых получили ожоги. 1 пассажир с серьёзными травмами умер в больнице через 47 дней после аварии (10 октября 1999 года). Среди раненых пассажиров оказалась девушка, у которой случился выкидыш.
На 2021 год катастрофа рейса 873 является единственным происшествием со смертельным исходом в истории самолёта McDonnell Douglas MD-90.

## Расследование
Расследование причин катастрофы рейса UIA 873 проводил Совет по авиационной безопасности (ASC).
Версия о взрывном устройстве на борту быстро не нашла подтверждения. Позже следствие установило, что бывший тайваньский десятиборец Ку Чиншуй (англ. Ku Chin-shui, кит. 古金水), отсутствовавший на борту самолёта, передал своему племяннику (пассажиру рейса 873) две бутылки от отбеливателя, в которых на самом деле находился бензин; бутылки находились в его ручной клади на багажной полке в салоне. Бутылки были неплотно закрыты, и бензиновые пары просочились наружу. После посадки они воспламенились из-за искры от упавшего в результате толчка аккумулятора для мотоцикла, который также находился в этой же сумке.
Первоначально Ку Чиншуй был приговорен к 10 годам тюремного заключения, но вскоре суд признал его невиновным за неимением доказательств вины.
Скончавшимся после аварии пассажиром был брат Ку Чиншуя; его остальные родственники, находившиеся на борту, получили ранения.
Окончательный отчёт расследования был опубликован 24 августа 2000 года, ровно через год после катастрофы.

## Культурные аспекты
Катастрофа рейса 873 показана в 20 сезоне канадского документального телесериала Расследования авиакатастроф в серии Взрыв при посадке.